# A VISUAL MIX
『VISUAL MIX』（エー・ヴィジュアル・ミックス）は、avex traxから2001年12月13日に発売された日本の歌手・浜崎あゆみのヴィジュアルソフトである。「A」はロゴ表記。

## 概要
2001年7月に行った「ayumi hamasaki DOME TOUR 2001 A」の東京ドーム公演を収めたもので、ユーザーがステージで歌う浜崎あゆみを、リアルタイムにあらゆる角度から観ることができる。
ソニーの映像コンテンツ制作サービス事業「FourthVIEW」を取り入れた初のタイトルであり、視点が360度自由に変更可能である。このシステムは同年1月11日発売のモーニング娘。のヴィジュアルソフト・『スペースヴィーナス』starring モーニング娘。で用いられたものを改良したものである。
特殊エフェクト効果やコンサートコンセプトを映像化したBGVとの映像リミックス等が含まれており、楽曲総再生時間は41分31秒である。

## ゲーム内の収録曲
1. evolution
2. NEVER EVER
3. A Song for ××
4. vogue
5. Trauma
6. UNITE!
7. Endless sorrow